# Łuczniczka Bydgoszcz 2012-2013
Questa voce raccoglie le informazioni riguardanti il Łuczniczka Bydgoszcz nelle competizioni ufficiali della stagione 2012-2013.

## Organigramma societario
Area direttiva
- Presidente: Piotr Sieńko

Area tecnica
- Allenatore: Piotr Makowski

## Rosa
| N° | Nome                | Ruolo | Data di nascita  | Nazionalità sportiva |
| -- | ------------------- | ----- | ---------------- | -------------------- |
| 1  | Stéphane Antiga     | S     | 3 febbraio 1976  | Francia              |
| 2  | Michal Masný        | P     | 14 agosto 1979   | Slovacchia           |
| 3  | Marcin Wika         | S     | 9 novembre 1983  | Polonia              |
| 4  | Wojciech Jurkiewicz | C     | 21 giugno 1977   | Polonia              |
| 5  | Piotr Lipiński      | P     | 4 gennaio 1979   | Polonia              |
| 6  | Dawid Konarski      | S/O   | 31 agosto 1989   | Polonia              |
| 7  | Marcin Waliński     | S     | 24 ottobre 1990  | Polonia              |
| 9  | Łukasz Wiese        | S     | 24 marzo 1993    | Polonia              |
| 11 | Andrzej Wrona       | C     | 27 dicembre 1988 | Polonia              |
| 12 | Krzysztof Rejno     | C     | 20 febbraio 1993 | Polonia              |
| 13 | Piotr Sieńko        | P     | 8 dicembre 1993  | Polonia              |
| 15 | Tomasz Wieczorek    | C     | 8 maggio 1982    | Polonia              |
| 16 | Łukasz Owczarz      | S/O   | 29 marzo 1990    | Polonia              |
| 17 | Michał Dębiec       | L     | 29 marzo 1984    | Polonia              |
| 18 | Tomasz Bonisławski  | L     | 22 gennaio 1991  | Polonia              |